# Theta Capricorni
Désignations
Theta Capricorni (θ Cap, θ Capricorni) est une étoile de la constellation du Capricorne. Sa magnitude apparente est de +4,07. D'après la mesure de sa parallaxe annuelle par le satellite Hipparcos, l'étoile est située à environ 162 années-lumière de la Terre. Elle se rapproche du Système solaire à une vitesse radiale de −11 km/s.

## Propriétés
θ Capricorni est une étoile blanche de la séquence principale de type spectral A1V. Elle est âgée d'environ 152 millions d'années et elle tourne sur elle-même à une vitesse de rotation projetée de 104 km/s. L'étoile est 2,24 fois plus massive que le Soleil et elle est environ 58 fois plus lumineuse que le Soleil. Sa température de surface est de 10 001 K.

## Nom chinois
En chinois, 十二國 (Shíer Guó), signifiant douze États, fait référence à un astérisme qui représente douze anciens États de la période des Printemps et Automnes et de la période des Royaumes combattants, constitué de θ Capricorni, φ Capricorni, ι Capricorni, 38 Capricorni, 35 Capricorni, 36 Capricorni, χ Capricorni, 30 Capricorni, 33 Capricorni, ζ Capricorni, 19 Capricorni, 26 Capricorni, 27 Capricorni, 20 Capricorni, η Capricorni et 21 Capricorni. Par conséquent, θ Capricorni elle-même est appelée 秦一 (Qin yī, la première étoile de Qin), signifiant que cette étoile (avec 30 Capricorni et δ Serpentis de l'astérisme du mur droit de l'enceinte du marché céleste,) représente l'État de Qin (秦) (ou Tsin).